# Vergessen
Das Vergessen ist der Verlust von Erinnerung. Der Mensch vergisst über die Zeit hinweg kontinuierlich, wobei Geschwindigkeit und Umfang des Vergessens von vielen Faktoren abhängig sind, u. a. vom Interesse, von der Emotionalität der Erinnerung und Wichtigkeit der Information. Forschungen zum Prozess des Vergessens sind ein wichtiger Bestandteil der Gedächtnisforschung. Die genaue Funktion des Vergessens ist größtenteils ungeklärt. Neben diesen psychologischen Theorien des Vergessens gibt es auch sozialwissenschaftliche.

## Untersuchungen zum Vergessen
Hermann Ebbinghaus musste 1885 in einem Selbstversuch, bei dem er sinnlose Silben wie „ZOF“ oder „WUB“ zu lernen versuchte, feststellen, dass er bereits nach ca. 20 Minuten etwa 40 % des Gelernten vergessen hatte, nach einer Stunde 45 % und nach einem Tag 66 %. Aus diesen Versuchen leitete er die Vergessenskurve ab.
Marigold Linton führte ebenfalls einen Selbstversuch durch. Sie führte sechs Jahre lang ein detailliertes Tagebuch, in dem sie wichtige persönliche Ereignisse mit Zusatzinformationen protokollierte. Jeden Monat überprüfte sie ihre Erinnerungen anhand von etwa 150 Aufzeichnungen. Nach einem Jahr waren im Durchschnitt 1 % der notierten Einzelheiten vergessen, nach zwei Jahren waren es zusätzlich 5,1 %, nach vier Jahren 4,2 % und nach 5 Jahren weitere 5,5 %. Am Ende konnte sie sich an etwa 31,4 % der Ereignisse erinnern. Da Linton sich sehr intensiv mit ihrem Gedächtnis auseinandergesetzt hat, ist davon auszugehen, dass die Gedächtnisleistung unter normalen Alltagsbedingungen schlechter ausfallen sollte.
Es ist von vielen Faktoren abhängig, wie lange etwas im Gedächtnis verbleibt. So werden sinnlose und unzusammenhängende Informationen, wie Ebbinghaus’ Silben, schneller vergessen als zusammenhängendes und geordnetes Wissen. Informationen mit emotionaler Färbung und Selbstbezug verbleiben ebenfalls sehr lange im Gedächtnis.
Nach dem Ribot’schen Gesetz, das von Théodule Ribot 1882 formuliert wurde und das man mit first in, last out umschreiben kann, bleiben früh gelernte Inhalte länger im Gedächtnis erhalten als später hinzugekommene.

## Theorien des Vergessens
Die wichtigsten Vergessenstheorien sind die folgenden:

### Spurenverfallstheorie
Im alltäglichen Denken ist die Vorstellung tief verwurzelt, dass Zeit etwas bewirken kann, so auch die Annahme, dass (ungenutzte) Gedächtnisinhalte, wie Spuren im Sand, mit der Zeit verblassen oder verschwinden. Doch Zeit kann als solche nichts verursachen. Wie bei Spuren im Sand, die vom Wind oder Wasser zerstört werden, ist anzunehmen, dass es auch bestimmte Kräfte oder Einflüsse geben muss, die auf das Gedächtnis einwirken.
Bisher sind keine physikalischen oder chemischen Prozesse bekannt, die die Gedächtnisspanne des sensorischen Registers oder des Kurzzeitgedächtnisses beeinflussen.
Im Langzeitgedächtnis können solche Prozesse dagegen beschrieben werden. Man geht davon aus, dass die Stärke der synaptischen Verbindungen mit der Stärke eines Engramms (Gedächtnisspur) korrespondiert. Je stärker also die Verbindungen zwischen Nervenzellen sind, desto überdauernder und leichter verfügbar ist eine Gedächtnisinformation. Die Grundlage für solche Veränderungen auf Zellebene bilden die Langzeit-Potenzierung und die Langzeit-Depression.

### Interferenztheorie
Bei Gedächtnisexperimenten mit sinnlosen Silben fiel auf, dass die Gedächtnisleistung der Probanden umso mehr abnahm, je mehr Listen sie im Vorfeld gelernt hatten. Offenbar wirkte früheres Lernen beeinträchtigend auf späteres. Eine solche Interferenz (Störung) wird als proaktive Hemmung bezeichnet. Eine rückwärts gerichtete Interferenz heißt dagegen retroaktive Hemmung und beschreibt die Beeinträchtigung der Erinnerung an frühere Informationen durch neuere.
Solche Beeinträchtigungen treten vorwiegend bei Lerninhalten auf, die sich sehr ähneln.

### Fehlen geeigneter Abrufreize
Einige Gedächtnisforscher sind der Auffassung, dass aus dem Langzeitgedächtnis nichts verloren geht und Vergessen stattdessen nichts anderes ist als ein Misslingen des Abrufs von Inhalten aus dem Speicher.
Das Erlebnis des Auf-der-Zunge-Liegens von Informationen, die vorübergehend unzugänglich sind, haben Menschen im Durchschnitt einmal in der Woche und mit zunehmendem Alter häufiger. Eine mögliche Erklärung sind Bedingungen während des Erlernens. Grundsätzlich gelingt das Erinnern besser, wenn die Reize, die beim Lernen vorhanden waren, auch beim Abruf vorliegen.

### Weitere Theorien
- Spurenveränderungstheorie: Beim Abspeichern werden bereits Dinge verändert, wir sehen z. B. ein Bild mit übereinander liegenden Strichen und speichern dies als Stern, nicht als exakt das, was wir sehen (einzelne Striche).
- Motiviertes Vergessen/Gezieltes Vergessen: bewusstes oder unbewusstes Verdrängen
- Theorie des autonomen Verfalls (decay theory)

Peters-Prinzip: Vergessen geschieht selektiv. Ereignisse werden in Abhängigkeit von ihrem emotionalen Gehalt vergessen. Dinge, die uns gleichgültig sind, werden schneller vergessen als solche, die starke Emotionen hervorrufen. Darunter halten wiederum positive Emotionen die Dinge länger im Gedächtnis als gleich starke negative. Die alten Zeiten waren deshalb die guten Zeiten, weil selektiv die neutralen und negativen Dinge zu Gunsten der positiven vergessen werden.
Plötzlicher Einfall: In verschiedenen Theorien kommt dem Vergessen eine wichtige Funktion bei der Informationsverarbeitung zu. So führt Vergessen in der Regel zu einer Strukturierung der Gedächtnisinhalte, d. h. bedeutsame Dinge werden prägnanter. Vor diesem Hintergrund erklärt Roy Dreistadt den plötzlichen Einfall. Scheinbar Vergessenes kann als Kryptomnesie unerkannt wiederkehren.

## Vergessen aufgrund von Krankheiten oder Traumata
Auch kann das Vergessen durch krankhafte Veränderungen des Gehirns verursacht werden. Häufig spricht man in diesen Fällen von Demenz. Ein bekanntes Beispiel für eine Demenzerkrankung ist die Alzheimersche Krankheit. Der Verlauf ist meist schleichend und tritt mit zunehmendem Alter auf.
Bei einem plötzlichen Gedächtnisverlust durch Schock oder Unfall spricht man von einer Amnesie, so können z. B. mehrere Jahrzehnte des Lebens „verloren gehen“.

## Sozialwissenschaftliche Theorien
Sozialwissenschaftliche Theorien des Vergessens beziehen sich zum einen auf Vergessen, das in sozialen Gruppen und durch sie beim Individuum ausgelöst wird. Zum anderen thematisieren sie Vergessen als Ergebnis sozialen Handelns sowie als grundlegenden Mechanismus der Ausblendung möglicher Bezugnahmen auf Vergangenes in allen Formen sozialer Strukturen wie zum Beispiel in Institutionen, Sozialsystemen, sozialen Rollen oder Diskursen. Die Diskussion des sozialen Vergessens ist eng verbunden mit dem Themengebiet sozialer Gedächtnisse. Im Grunde bietet fast jede sozialwissenschaftliche Theorie Aussagen zum selektiven Umgang mit Vergangenem an, da es hier um die Frage der Bereitstellung des in einer gegenwärtigen Situation verfügbaren Wissens geht. Vergessen erscheint hier einerseits als automatische oder gezielte Bereinigung und Abscheidung des Irrelevanten (soziale Vergesslichkeit oder Vergessenmachen), kann aber auch als Verfall oder Verlust begriffen werden. Genuin soziologische Perspektiven auf soziales Vergessen finden sich unter anderem in Arbeiten von Oliver Dimbath, Elena Esposito oder Niklas Luhmann.
Im Anschluss an Paul Connerton hat Arnd Krüger sieben sozialwissenschaftliche Theorien des Vergessens mit Beispielen aus dem Sport dargestellt, nämlich
- Damnatio memoriae
- Vorgeschriebenes Vergessen
- Vergessen als Grundlage für neue Chance und Identität
- Strukturelle Amnesie
- Vergessen durch ein Zuviel an gespeicherter Information
- Vergessen als geplantes Veraltern
- Vergessen als verschämtes Schweigen.[8]

Axel Honneth hat das Vergessen vorgängiger Anerkennung als Verdinglichung bezeichnet.  In Vergessenheit gerät dabei der empfindsame, mit Rechten und Würde ausgestattete Mensch, der stattdessen in einer „Totalität bloß beobachtbarer Objekte“ aufgeht.

## Vergessen in der Systemtheorie Niklas Luhmanns
Vergessen ist nach Luhmanns Systemtheorie keine Frage mangelhafter Gedächtnisleistung. Vielmehr wird Vergessen als ein notwendiger Verfahrensschritt im Operieren von psychischen und sozialen Systemen verstanden. Gedankensequenzen, als operierende Form psychischer Systeme, und Kommunikationen, als operierende Form sozialer Systeme, reproduzieren sich über binäre Unterscheidungen und sichern so permanent ihre selbstreferentielle Funktion. Auf die Systemtheorie selbst angewandt, bedeutet z. B. die Unterscheidung System/Umwelt die Grenzziehung zwischen dem System und allem anderen. Jeweils die eine Seite von zwei Beobachtungswerten wird bezeichnet und die andere ausgeblendet. Für alle weiteren Unterscheidungen im System bedeutet dies im Fall der Unterscheidung System/Umwelt, dass der ausgeblendete Wert „Umwelt“ in den weiteren Operationen innerhalb der selbstproduzierten Grenze System/Umwelt nicht mehr erinnert werden muss, wenn im System erneut inkludierte Unterscheidungen entstehen. Dies gilt, obwohl der negierte Begriff, funktionsgeschichtlich gesehen, für das System die konstitutive Bestandsbedingung herstellt.
Im Verlauf weiterer Unterscheidungen entstehen immer wieder von neuem Gegenwartspunkte mit dem sich aktualisierenden Drang Unterscheidungen zu treffen (Intentionalität). Gedanken und Kommunikationen entwickeln sich dem zufolge durch eine rekursive Beobachtungsverkettung in einem zeitlichen Nacheinander während einer ständigen Verschiebung von Beobachtungsfelder. Ein Prozessieren wäre ohne das fortwährende Ausblenden (Vergessen) des nicht bezeichnen Wertes blockiert und somit unmöglich. Luhmann schreibt hierzu:
„Die Hauptfunktion des Gedächtnisses liegt also im Vergessen, im Verhindern der Selbstblockierung des Systems durch ein Gerinnen der Resultate früherer Beobachtungen.“ Gesellschaft der Gesellschaft ISBN 3-518-58240-2

## Nicht vergessen können
Einige wenige Menschen können nicht vergessen, was sie erlebt haben. Sie können sich jederzeit an alle möglichen Ereignisse aus ihrem Leben erinnern. Dieses Phänomen wird heute Highly Superior Autobiographical Memory (HSAM) genannt, was „hochgradig überlegenes autobiografisches Gedächtnis“ bedeutet. Im Jahr 2006 wurde erstmals eine Person mit dieser Eigenschaft wissenschaftlich beschrieben, damals mit einem Pseudonym. Es war die US-Amerikanerin Jill Price, die im Jahr 2008 ein autobiografisches Buch veröffentlichte.